# Алексеево (Сергиево-Посадский район)
Алексеево — деревня в Сергиево-Посадском районе Московской области России, входит в состав сельского поселения Лозовское.

## Население
| 1859 | 1895 | 1905 | 1926 | 2002 | 2006 | 2010 |
| ---- | ---- | ---- | ---- | ---- | ---- | ---- |
| 282  | ↘281 | ↗291 | ↗351 | ↘11  | →11  | ↗17  |

## География
Деревня Алексеево расположена на севере Московской области, в юго-восточной части Сергиево-Посадского района, примерно в 52 км к северо-востоку от Московской кольцевой автодороги и 12 км к юго-востоку от железнодорожной станции Сергиев Посад.
В 7 км северо-западнее деревни проходит Ярославское шоссе М8, в 22 км к юго-западу — Московское малое кольцо А107, в 9 км к северо-востоку — Московское большое кольцо А108, в 15 км к юго-востоку — Фряновское шоссе Р110.
К деревне приписано восемь садоводческих товариществ (СНТ). Ближайшие сельские населённые пункты — деревни Бревново и Шарапово.

## История
В «Списке населённых мест» 1862 года — казённая деревня 1-го стана Александровского уезда Владимирской губернии по левую сторону Троицкого торгового тракта из города Алексадрова в Сергиевский посад Московской губернии, в 41 версте от уездного города и становой квартиры, при безымянном овраге, с 30 дворами и 282 жителями (131 мужчина, 151 женщина).
По данным на 1895 год — деревня Ботовской волости Александровского уезда с 281 жителем (136 мужчин, 145 женщин). Основными промыслами населения являлись хлебопашество, выработка бумажных тканей и размотка шёлка, 6 человек уходили в качестве фабричных рабочих и прислуги на отхожий промысел в Сергиев посад.
По материалам Всесоюзной переписи населения 1926 года — деревня Шараповского сельсовета Шараповской волости Сергиевского уезда Московской губернии в 5,3 км от местного шоссе и 11,7 км от станции Сергиево Северной железной дороги; проживал 351 житель (166 мужчин, 185 женщин), насчитывалось 72 хозяйства (70 крестьянских).
1927—1929 гг. — центр Алексеевского сельсовета Шараповской волости.
С 1929 года — населённый пункт Московской области в составе:
- Шараповского сельсовета Сергиевского района (1929—1930)[14],
- Шараповского сельсовета Загорского района (1930—1954)[15],
- Тураковского сельсовета Загорского района (1954—1963, 1965—1991)[16][17][18],
- Тураковского сельсовета Мытищинского укрупнённого сельского района (1963—1965)[17],
- Тураковского сельсовета Сергиево-Посадского района (1991—1994)[18],
- Тураковского сельского округа Сергиево-Посадского района (1994—2006)[19],
- сельского поселения Лозовское Сергиево-Посадского района (2006 — н. в.)[20][21].